# Écrivain public
 (novembre 2009).
Si vous disposez d'ouvrages ou d'articles de référence ou si vous connaissez des sites web de qualité traitant du thème abordé ici, merci de compléter l'article en donnant les références utiles à sa vérifiabilité et en les liant à la section « Notes et références ».
L'écrivain public est « une personne qui rédige des lettres, des actes, pour ceux qui ne savent pas écrire ou qui maîtrisent mal l'écrit ».
Cette définition apparaît dans les dictionnaires de la langue française[Lesquels ?] dès 1835, où le sens latin de scribe ou copiste du terme écrivain[pas clair] est alors repris pour former la locution « écrivain public ».

## Le rôle de l’écrivain public

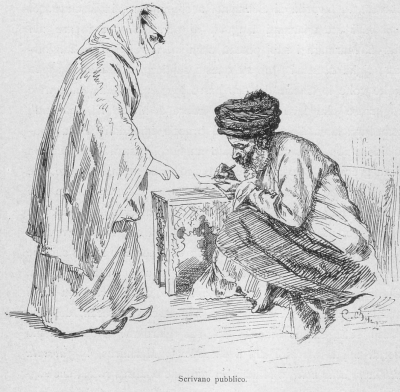
Écrivain de rue, Istanbul, 1878.

L'écrivain public écrit pour et avec autrui tout type de texte à caractère privé, administratif ou professionnel. Pour cela, il doit maîtriser les règles de grammaire, de syntaxe et disposer d’un vocabulaire étendu. En faisant preuve d'écoute et d'empathie, il est un acteur social qui permet aux individus de répondre à leurs obligations dans une société où l'écrit est omniprésent. Aujourd’hui, cette profession est plus que jamais nécessaire puisqu’elle répond à une demande d'aide à l'écriture. 
La maîtrise des différents types d’écrits donne au professionnel une palette d’outils qui le rend polyvalent et lui ouvre différentes possibilités d’exercer. Grâce aux technologies de la communication et de l'information, l'écrivain public contemporain peut développer un large éventail de services rédactionnels : documents administratifs, courriers personnels, discours, faire-part, pages Web, biographies, récits de vie, textes littéraires, corrections, réécritures, etc. Il peut aussi animer des ateliers d'écriture ou assurer des permanences au sein d'associations ou dans les mairies. Il sait s'adapter à la demande, aussi bien pour le compte des particuliers, des entreprises et des collectivités locales, afin de leur permettre de communiquer de manière efficace. 

## L’écrivain public dans l’Histoire

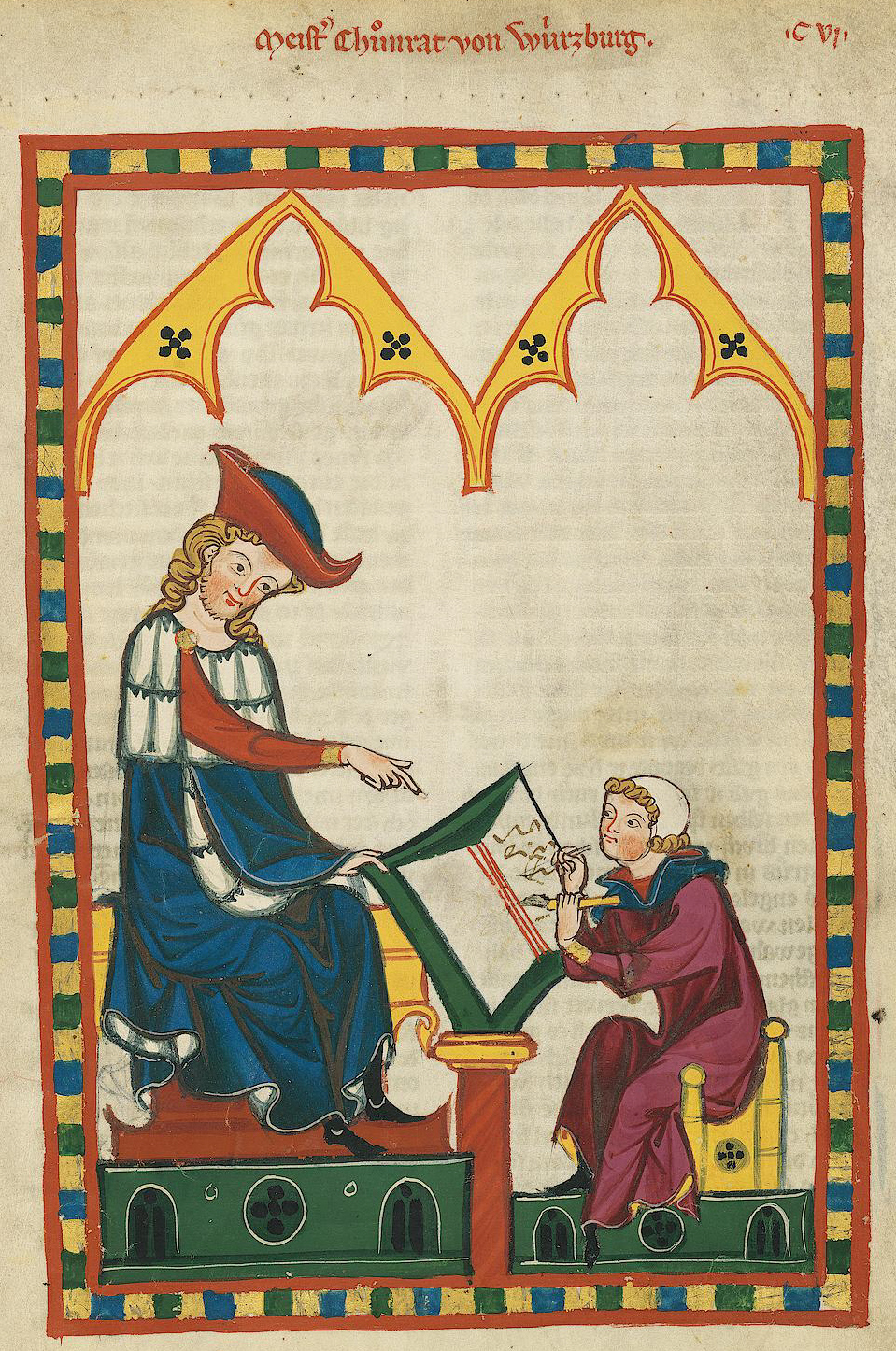
Moine copiste.

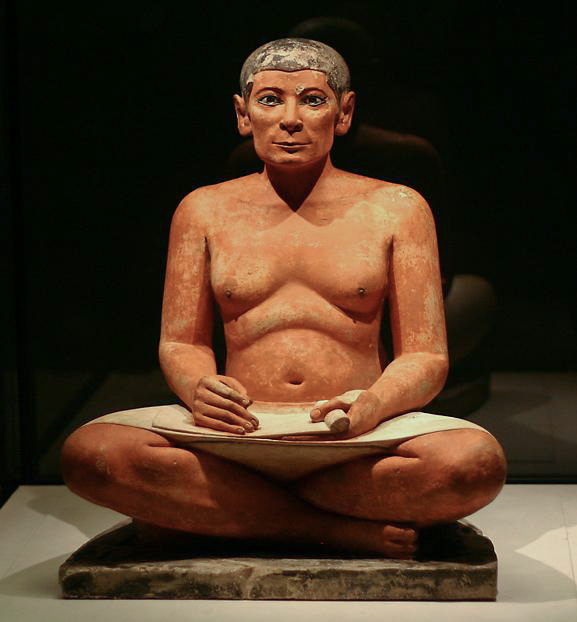
Scribe assis, Égypte.

Des scribes de l’Égypte de l’Antiquité aux clercs du Moyen Âge, les besoins en homme d’écriture se font ressentir avec l’essor des échanges commerciaux, dans un premier temps, puis avec l’organisation des structures administratives ensuite.
À l’origine, si l’écriture permet de constituer des listes et de tenir des comptes, le scribe peut être considéré comme la première forme du métier d’écrivain public. Au cours des siècles qui suivent, l’usage de l’écrit est en partie réservé aux pouvoirs politiques et religieux. Sur le continent européen, les moines sont parmi les rares à être capables de rédiger et lire des textes essentiellement en latin.
De la fin du XIIe siècle au début du XIIIe siècle, l’essor des villes s’accompagne d’une évolution de la société avec l’apparition de la bourgeoisie - ceux qui habitent le bourg - et un enrichissement grâce au commerce. Mais la population reste peu lettrée et la nécessité d’une tierce personne pour rédiger, lire, répertorier les actes commerciaux est un besoin de plus en plus fort. Déjà, à cette époque, le métier d’écrivain public est une réponse à une demande de service.
Avec l’organisation des échanges commerciaux, la multiplication des métiers, le développement de l’administration royale et municipale, l’écrivain public est celui qui rédige les accords, les contrats et les lettres qui ne nécessitent pas l’intervention d’un juriste dont les services sont beaucoup plus chers.
Au XIIIe siècle comme au cours des siècles suivant, le nombre d’écrivains publics varie selon les guerres et les évènements politiques qui pèsent directement sur les activités économiques. En 1280, soixante écrivains publics sont recensés à Paris.

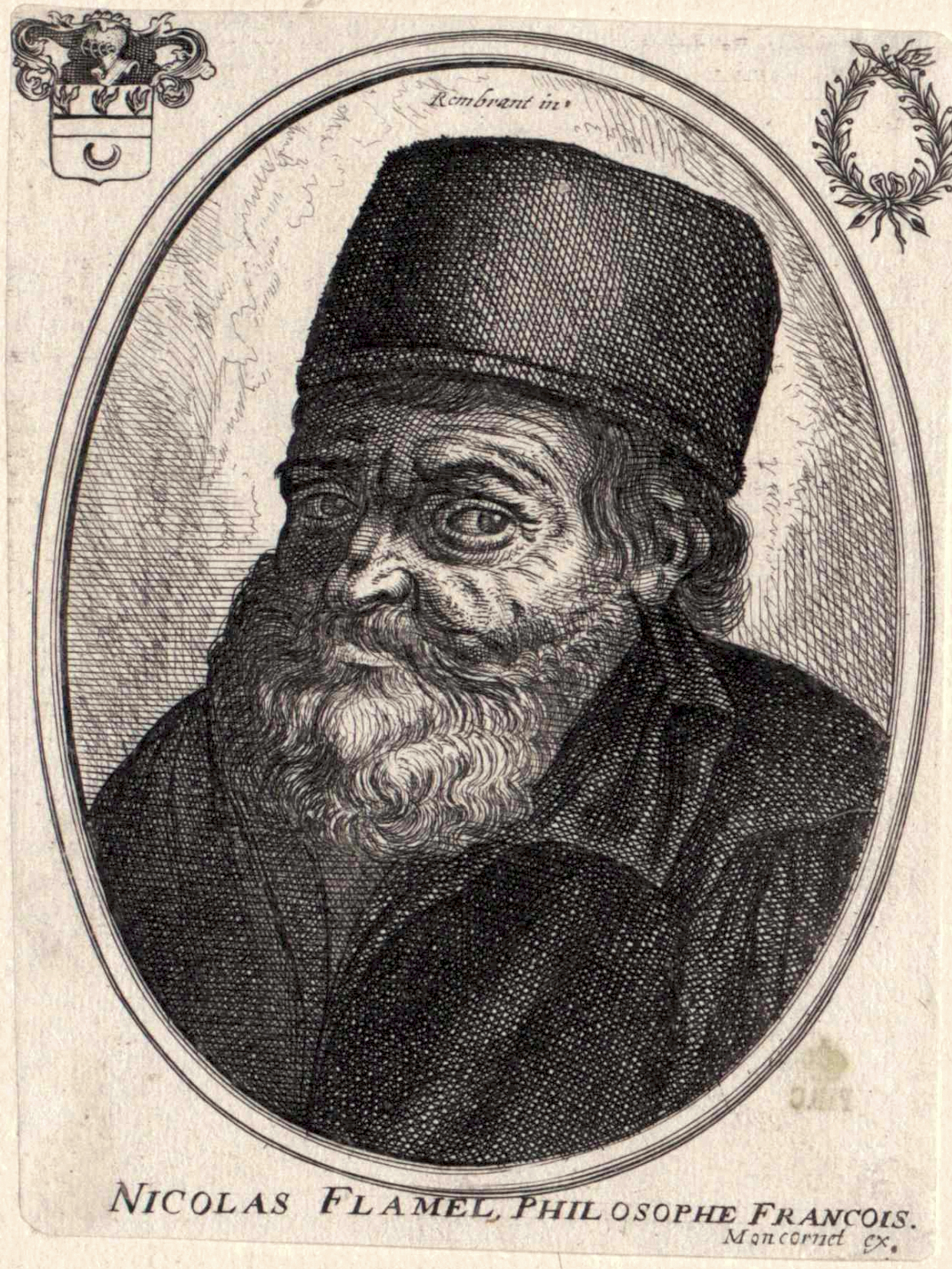
Nicolas Flamel.

En France, avec le développement de la profession au XIVe siècle, parmi les écrivains publics les plus renommés, Nicolas Flamel (1330?-1418) avait installé son cabinet près de l'église Saint-Jacques-la-Boucherie à Paris.
À la Renaissance, certains écrivains publics du XVIe siècle ont une bonne situation. Surtout ceux qui ont su développer des qualités rédactionnelles et une maîtrise de la langue. Certains se spécialisent et étendent leur domaine de compétences aux actes juridiques en plus des textes administratifs et commerciaux. À l’inverse, d’autres moins habiles connaissent des difficultés pour vivre (cf. caricatures de Daumier 1808-1879).
Le XVIIe siècle est une période prospère pendant laquelle l’écrivain public rencontre une clientèle souvent aisée qui lui demande la rédaction de biographies familiales. Pour les moins fortunés et dans les petites communes où il n’y en a pas, les hommes d’église font souvent office de rédacteurs. Son importance grandit à cause du niveau élevé d'illettrisme en France comparé aux pays protestants, dans lesquels l'Église luthérienne obligeait les personnes laïques à apprendre à lire afin de savoir lire et comprendre la Bible.
Mais la Révolution et la période de trouble social qui l’accompagne vont marquer un coup d’arrêt presque fatal à la profession avec la disparition de nombreux cabinets d’écrivains publics. Ensuite, les instituteurs remplacent bien souvent les ecclésiastiques pour remplir le rôle de rédacteur dans les communes les plus modestes.
Au XIXe siècle, l’organisation de l’administration napoléonienne redonne à la profession un coup de fouet salutaire en provoquant à nouveau une demande de la part des citoyens de toutes les classes sociales, aussi bien de l’artisan que du sous-officier militaire.
La profession aurait pu à nouveau disparaître faute de nécessité quand l’école obligatoire a diminué le nombre d’illettrés avec le développement, en 1882, de l’instruction gratuite et laïque pour tous les enfants de 7 à 12 ans par Jules Ferry. En effet, à partir du XXe siècle, la population est de plus en plus instruite et elle n’a plus besoin d’intermédiaire pour lire et écrire les textes les plus simples de la vie courante. L’appel à un spécialiste ne se fait plus que pour la rédaction de lettres officielles ou d’importance contractuelle.
Malgré un endormissement de cette profession, l'année 1980 voit la naissance de l’association Académie des écrivains publics de France (AEPF).
En février 2002,  le Groupement des Écrivains-Conseils® (GREC) est créé par une vingtaine de personnes. Il regroupait, en 2017, 150 personnes . 
L'AEPF et le GREC contribuent, comme d'autres organismes, à la mise à jour régulière de la fiche APCE de cette profession d'« écrivain public — conseil en écriture ».
Une Fédération nationale des écrivains publics (FNEP), créée en novembre 2009, s'était fixée pour but d'assurer la promotion du caractère social de la fonction. Elle a depuis été dissoute - à une date indéterminée, même si sa page Facebook et son site Internet sont toujours en ligne.

## L'activité par pays

### En France

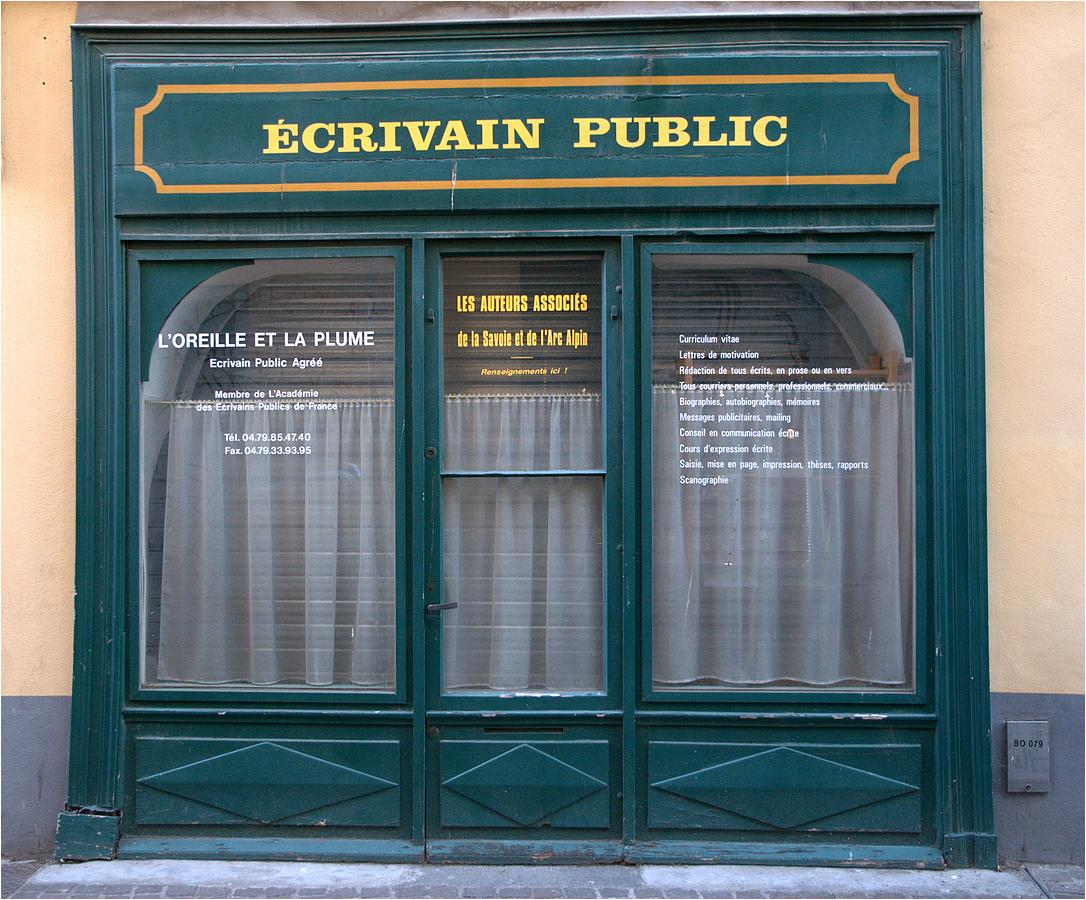
Écrivain public à Chambéry.

Les diplômes nationaux universitaires qui existent sont :
- La Licence professionnelle : Conseil en écriture professionnelle & privée, Écrivain public [12]. La terminologie de conseil en écriture a été adoptée par l’université à côté de la désignation historique du métier, pour mieux traduire le récent élargissement de ses champs d’intervention. Créée initialement en 2001 sous le titre « Écrivain public, assistant en démarches administratives et en écritures privées », la licence professionnelle est dispensée par la Sorbonne-Nouvelle — Paris 3. C'est le premier diplôme d'État préparant au métier. Elle consiste en 400 heures de cours (rhétorique, techniques de l'écriture, linguistique, expression professionnelle, psychosociologie, sociologie de l’écriture, informatique…) et 420 heures de stage pratique. En 2001, l’association Plume et Buvard[13] est née, regroupant les écrivains publics professionnels et les écrivains publics diplômés, conseils en écriture et biographes qui ont suivi le cursus de la licence ou ont obtenu le diplôme par la voie de la VAE. L'association Plume et Buvard a été dissoute en 2019[14]
- La licence professionnelle "Écrivain public et conseil en écriture" [15] a été créée en 2018 à l'Université de Toulon. Elle succède à un D.U. (diplôme d'Université) créé en 2000. La formation dure un an et elle est conçue pour des professionnels en reconversion ou visant à acquérir de nouvelles compétences en écriture. Elle est pluridisciplinaire, alliant le Droit, la gestion, l'écriture littéraire, la formation à l'écriture professionnelle, biographique ou en entreprise. Sur deux jours et demi hebdomadaires, elle propose une expérience d'écriture intensive suivie d'un stage de douze semaines. l'association "Écrivains Publics – Auteurs Conseils Associés, formés à l'Université du Sud" (E.P.A.C.A. Sud)[16] regroupe des écrivains publics titulaires de la licence professionnelle délivrée par l'Université de Toulon.

Les écrivains publics en France sont souvent issus de reconversions professionnelles (étude du GREC) et peuvent aussi utiliser, avant d’exercer, les solutions de formations courtes proposées autant par des centres de formation privés que publics ou à distance.
Exemples : Le Centre de Formation Françoise Peters (CFFP), le Centre National privé de Formation à distance (CNFDI), le Centre National d’Enseignement à Distance (CNED) ou Lilacom.
Créée en 1980, l’académie des écrivains publics de France (AEPF) est une association ayant comme objectif principal de promouvoir la profession d'écrivain public, propose une procédure d’agrément qui permet de vérifier que le postulant dispose bien des capacités nécessaires pour être un spécialiste du rédactionnel. L'AEPF propose des formations et organise régulièrement des colloques nationaux, dont, tous les deux ou trois ans, une Journée nationale de l'écrivain public (JNEP). L'AEPF a signé en 2021 une "convention nationale d'objectifs" avec la direction de l'administration pénitentiaire du ministère de la Justice qui a pour but de promouvoir et développer l'intervention d'écrivains publics professionnels en milieu pénitentiaire.
En 2006, plus de 400 professionnels étaient inscrits en France sous la dénomination « écrivains publics et conseils en formalités administratives ».
En novembre 2007, des acteurs de la profession ont souhaité se fédérer en créant le Syndicat national des prestataires et conseils en écriture (SNPCE). Cette entité se situe dans une démarche de reconnaissance, de défense et de promotion de la profession de services et conseils en écriture.
En juin 2013, on trouve près de 1 000 écrivains publics privés référencés dans les Pages Jaunes, en France.
En 2014 est créé le SEPPE, Syndicat des Écrivains Publics et des Professionnels de l'Écriture. Il a été dissous le 21 octobre 2017.
En 2020, à la suite des problèmes sanitaires (covid-19), les écrivains publics ont mis en place les gestes barrières (masques, gel hydroalcoolique) et lors des confinements ont développé le télétravail (qui fonctionne très bien).

### En Belgique francophone

#### L'Espace écrivain public
L'Espace écrivain public est créé en 1999 à l'initiative du mouvement d'Éducation permanente PAC. Ses objectifs sont de former des écrivains publics, et d'installer des permanences offrant un accompagnement gratuit à des personnes qui éprouvent des difficultés face à la lecture et à l'écriture.
Très vite, les premières permanences s'ouvrent dans des associations et des institutions publiques partenaires. Si, dans un premier temps, le projet est né et s'est développé à Liège, par la suite celui-ci s'étend peu à peu dans toute la Belgique francophone (Wallonie et Bruxelles).
Depuis 2007, le projet se déploie à l'échelle du mouvement PAC. Le nombre d'activités sur le terrain a augmenté. La fonction évolue, investissant de plus en plus le champ socioculturel avec des projets tant individuels que collectifs :
- Ateliers d'écriture
- Lecture à voix haute
- Permanences diverses (en milieu carcéral, maisons de repos, guichets sociaux, bibliothèques, restos du cœur…)
- Collecte de récits de vie
- etc.

C’est pour lutter contre toutes formes d’inégalités que Présence et action culturelles a créé un dispositif de formation, et développe un réseau de permanences à travers la Fédération Wallonie-Bruxelles. En effet, la maîtrise de l’écrit est intimement liée aux conditions d’existence de chacun et chacune.
Scolarité, milieu socioculturel, origine, histoire personnelle : nous ne sommes pas tous égaux face à l’écriture.
La fonction principale d'un écrivain public est de permettre aux personnes d'exprimer, avec leurs propres mots, leurs requêtes, émotions ou envies. Cela concerne aussi bien les groupes que les individus.
L’écrivain public s'engage à respecter une charte déontologique qui prône les valeurs fondamentales de l’Éducation permanente et garantit la confidentialité. Ses services sont entièrement gratuits.
Les écrivains publics bénéficient d'une formation continue. Celle-ci leur permet de diversifier leurs approches des publics, d'affiner l'écoute active, de se tenir au courant des évolutions de la législation, d'échanger pratiques et expériences, etc. Cette section, relative à la Belgique francophone, est le fruit d'une rédaction collective des écrivains publics en formation continue.
Les formations dispensées par PAC sont en cours de reconnaissance par les pouvoirs publics. Un label de qualité devrait leur être octroyé.

### En Suisse
Il existe une Académie des écrivains publics de Suisse (AEPS).

## L’écrivain public dans d'autres médias

### Dans la littérature
- Balzac :
  - Les Paysans (1844)
  - La Cousine Bette (1847)
- Anatole France :
  - Le Petit Pierre (1918) chap.22
  - Pierre Nozière (1899)
- Tahar Ben Jelloun
  - L'Écrivain public[31], 1983,  (ISBN 978-2020064569)
- Hubert de Maximy
  - L’Ombre du diable , 1999,  (ISBN 978-2226109002)
  - Ogawa Ito
  - La papeterie Tsubaki
  - La republique du bonheur
- Présence et action culturelles
  - Traces d'écrivains publics, coll. Cahiers de l'éducation permanente, éditions PAC, 2006,  (ISBN 2-8040-2299-4)

### Au cinéma
- Central do Brasil (1998) de Walter Salles avec Fernanda Montenegro, Vinícius de Oliveira, Marília Pêra.
- Les Enfants du paradis de Marcel Carné
- L'Écrivain public de Jean-François Amiguet
- Her de Spike Jonze : le protagoniste travaille pour une société dans laquelle il est écrivain public.
- Violet Evergarden : La protagoniste travaille comme écrivaine publique

### À la télévision
- Profession écrivain public, 2011, film documentaire réalisé par Patricia Bodet, avec Rémi Béjot, Nadia Carboni, Daniel Aujoulat, diffusé sur France 5. Durée 53 minutes.
- Les Compagnons de Jehu (1966) de Michel Drach avec Claude Giraud, Gilles Pelletier et Yves Lefebvre.
- Écrivain public, série québécoise montrant un écrivain public exerçant dans un centre communautaire d'un quartier populaire de Montréal.

### Au théâtre
- L'Écrivain public (2008). Pièce de Juliet O'brien. Traduction et collaboration Marine Benech, musique Stephen Gallagher, costumes Fabienne Desfleches avec Anne Barbot, Marine Benech, Jean-Philippe Buzaud, Dominique Langlais, George Mann. Genre contemporain, durée 1h45.

Résumé : Rencontre entre deux hommes perdus. Après avoir fui son pays en guerre, un jeune homme nommé Lanskov a besoin des services d'un écrivain public, M. Martin Rouvesquen, pour envoyer une lettre à son épouse restée au pays. L’écrivain public, désabusé et grisonnant, laisse entrer dans son repaire le jeune exilé. Peu à peu, à son contact, il ouvrira des yeux neufs sur le monde. Fasciné par l’énergie et l’idéalisme du jeune homme, l’écrivain renaît et trouve le fils qu’il n’a jamais eu.

### Dans la musique
- Écrivain public de Marianne Dissard (2010)